# 数据库转储
数据库转储是一种包含了数据库或特定表格中所有数据的文件，一般是一系列SQL语句，数据库损坏后可以用它恢复数据库。通常可以通过分析转储来恢复损坏的数据库。